# Verdun (stanice metra v Montréalu)
Verdun je jedna z 27 stanic zelené linky montrealského metra (Angrignon – Honoré-Beaugrand), jejíž celková délka je 22,1 km. Ve směru z jihu na sever je tato stanice v pořadí čtvrtá, v opačném směru dvacátá čtvrtá. Stanice se nachází v hloubce 21,9 m. Její vzdálenost od předchozí stanice Jolicoeur činí 761,39 metrů a od následující stanice De l'Église 563,86 metrů.
Stanice se nachází v severní části montrealského městského obvodu (francouzsky arrondissement) Verdun.
Stanice Verdun byla otevřena 3. září 1978. Projektoval ji architekt Jean-Maurice Dubé.
Prvních osm stanic směrem od stanice Angrignon včetně stanice Verdun bylo dáno do provozu v roce 1978 a jde tedy o služebně nejmladší část zelené linky. Nejstarší (středová) část linky (od stanice Atwater až po Frontenac, celkem 10 stanic) byla zprovozněna v roce 1966 a zbylá (nejsevernější) část (od stanice Préfontaine až po stanici Honoré-Beaugrand, celkem 9 stanic) v roce 1976.